# Boris Delone
Boris Delone (rus: Борис Николаевич Делоне)  (Sant Petersburg, 3 de març de 1890 (Julià) - Moscou, 17 de juliol de 1980) va ser un matemàtic soviètic.

## Vida i Obra
Un avantpassat de Delone va ser un francès, de cognom De Launay, oficial de l'exèrcit napoleònic que va caure presoner a Rússia a començaments del segle xix, però es va casar amb una aristòcrata russa i es va quedar a viure a Rússia. Per això Delone va signar els seus primers articles (en francès o alemany) com Boris Delaunay, però, a partir de 1930 va usar el seu cognom rus, que es translitera com Boris Delone; per això, se'l coneix pels dos noms. El seu pare era un conegut professor de mecànica que havia escrit uns quants llibres de text i que va ser professor a la universitat Imperial de Varsòvia, on va establir amistat amb GF Voronoi qui va acabar exercint una forta influència en el jove Delone.
Delone va rebre una esmerada educació i es va demostrar com un infant amb moltes capacitats: el seu professor de música volia que anés al conservatori i el seu professor de dibuix volia que anés a l'acadèmia de belles arts. La família es va traslladar a Kíev on el jove va acabar els seus estudis secundaris el 1908 i, el mateix any, va ingressar a la universitat de Kíiv. L'any anterior, sota la influència d'un altre amis del seu pare, Nikolai Jukovski (el pare de l'aviació soviètica), va organitzar un club d'aviació sense motor amb planadors a Kíev, del qual van ser membres Ígor Sikorski (futur constructor d'helicòpters nord-americà) i Andrei Túpolev (futur dissenyador dels avions russos que porten el seu nom).
A la universitat de Kiev va estudiar matemàtiques per graduar-se el 1913 sota la direcció de Dmitri Grave i continuant la seva obra en àlgebra i teoria de nombres. En aquesta època va iniciar les seves recerques sobre l'equació diofàntica de tercer grau, estudis que no van ser superats fins molts anys després. La ciutat de Kíev va ser ocupada pels alemanys durant la Primera Guerra Mundial i els Delone, juntament amb altres professors universitaris, van haver de deixar la ciutat per anar a Saràtov on van estar els anys 1915 i 1916. En retornar el 1916, va obtenir una plaça de professor de matemàtiques a la universitat, però aleshores va començar la guerra civil i les condicions de vida a Kíev no eren gaire acceptables. Per això, el 1923 va aconseguir ser nomenat professor de la universitat de Sant Petersburg.
A partir de 1932 va treballar també per l'Institut Steklov de Matemàtiques i, quan aquesta institució es va traslladar a Moscou el 1935, ell també ho va fer, convertint-se en professor de la universitat de Moscou al mateix temps. Delone va ser cap dels departaments d'àlgebra (1945-1960) i de geometria (1960-1980) de l'Institut. Tot i que es va jubilar de la universitat el 1960, va continuar al'Institut fins a la seva mort. Com a professor tenia la màxima de que un alumne no és un recipient que cal omplir, sinó una torxa que cal encendre cosa que el convertia en un professor engrescador, a qui els estudiants adoraven.

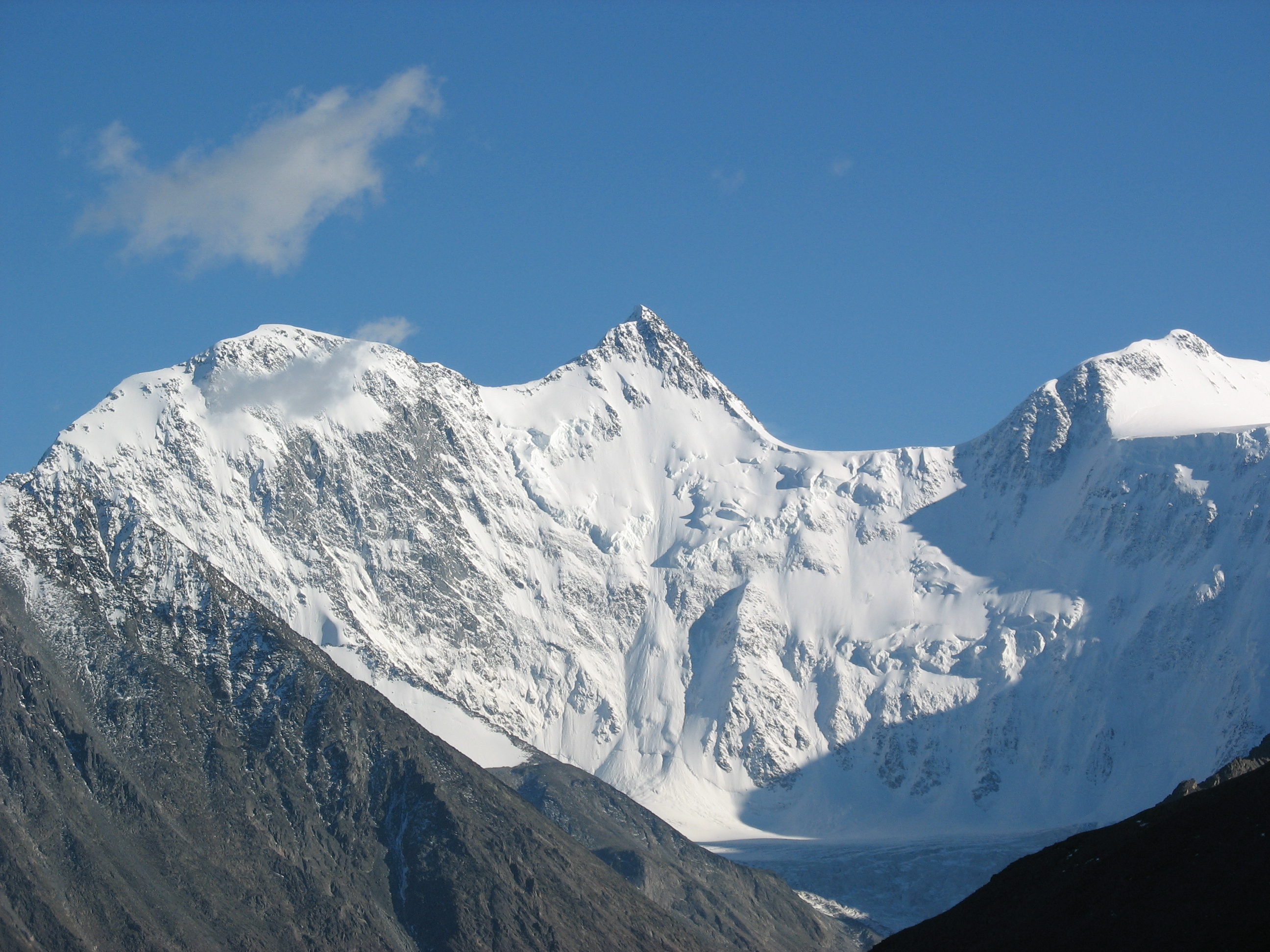
El pic Belukha oriental (4509 m, al centre), el pic Belukha occidental (4435 m, a la dreta) i el cim Delone (4260 m, a l'esquerra)

El més característic de l'obra de Delone és el fet d'afrontar els problemes algebraics amb eines geomètriques: així per exemple va desenvolupar el mètode de les esferes buides (que el va conduir al conjunt de Delone i a la triangulació de Delaunay) i el concepte dels paral·leloedres (concepte importat de la cristalografia al que ell li va donar una nova dimensió). Delone va publicar més d'un centenar d'articles en revistes científiques, a més de llibres de text importants.
Tot i la importància del seu treball científic, també cal destacar que Delone va ser un alpinista consumat. Aquesta passió va començar quan tenia 12-15 anys i estiuejava amb la família als Alps suïssos. I li va durar total la vida, fins al punt que el 1975, amb 86 anys, es trobava al campament base del Khan Tengri, a la cadena muntanyosa del Tian Shan, a 4.200 metres d'alçada i a 25 graus sota zero. Els seus llocs preferits per la pràctica del muntanyisme eren el Caucas i el Massís de l'Altai. Del primer va publicar una guia dels seus cims occidentals (Вершины Западного Кавказа. Путеводитель, 1938). En el segon hi ha un cim que porta el seu nom, al costat mateix del cim Belukha, el més alt dels massís.
El 1995 va ser aprovada per l'Associació Mineralògica Internacional la deloneïta, un mineral de la classe dels fosfats que rep el nom en honor seu.